# William Prout
William Prout (15. ledna 1785 – 9. dubna 1850) byl anglický chemik, lékař a přírodní teolog. Proslavil se především vyslovením Proutovy hypotézy.

## Životopis
Prout se narodil v Hortonu v hrabství Gloucestershire v roce 1785. V 17 letech věku získal kněžské vzdělání, následně studoval na Redland Academy v Bristolu a Edinburské univerzitě, kde v roce 1811 získal magistra medicíny. Profesní život strávil jako praktický lékař v Londýně, ale také se zabýval chemickým výzkumem. Byl aktivní v biologické chemii a prováděl mnoho analýz sekretů živých organismů, které, jak věřil, byly vyrobeny odbouráváním tělesných tkání. V roce 1823 on zjistil, že žaludeční šťávy obsahují kyselinu chlorovodíkovou, která může být separována z žaludečních šťáv pomocí destilace. V roce 1827 navrhl klasifikaci látek v potravinách na cukry a škroby, mastná tělesa, a bílkoviny, později se tato klasifikace stala známý jako sacharidy, tuky a bílkoviny.

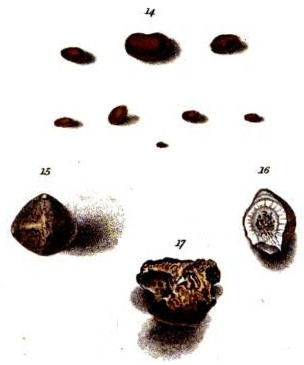
Různé druhy močových kamenů popsané Williamem Proutem

Prout je ale také známý díky svým výzkumům ve fyzikální chemii. V roce 1815 na základě tabulek atomových hmotností dostupných v té době, předpokládal, že atomová hmotnost každého prvku je celočíselným násobkem atomu vodíku, což naznačuje, že atom vodíku je jedinou skutečně elementární částicí, kterou nazval protyle, a že atomy dalších prvků jsou vyrobeny ze skupin různých počtů atomu vodíku. Zatímco Proutova hypotéza nebyla potvrzena, když byly pozdějšími měřeními upraveny hodnoty atomových hmotností dalších prvků, jeho vhled do základní struktury hmoty byl poměrně přesný. Proto, když Ernest Rutherford v roce 1920 vybíral název pro nově objevenou jadernou částici, zvolil název proton, na počest Williama Prouta.
Prout přispěl ke zlepšení barometru, a Královská společnost přijala jeho návrh jako národní standard.
V roce 1819 byl zvolen členem Královské Společnosti. V roce 1831 přednesl v rámci Královské lékařské koleje přednášku o použití chemie v medicíně.
Prout napsal osmý díl pojednání Bridgewater Treatise týkající se chemie, meteorologie a funkcí trávení s ohledem na přírodní teologii. V této práci navrhl termín "konvekce" k popsání typu přenosu energie.
V roce 1814 se Prout oženil s Agnes Adamovou, s níž měl šest dětí. Zemřel v Londýně v roce 1850, pohřben byl v Kensal Green Cemetery.
Po Williamu Proutovi je pojmenována jednotka jaderné vazebné energie Prout, odpovídající 1/12 vazebné energie deuteronu, neboli 185.5 keV. 

## Publikace
- Prout, William (1825). An Inquiry into the Nature and Treatment of Diabetes, Calculus, and Other Affections of the Urinary Organs (2 ed.). London: Baldwin, Craddock, and Joy.
- Prout, William (1834). Chemistry, Meteorology, and the Function of Digestion Considered with Reference to Natural Theology; Bridgewater Treatises, W. Pickering (reissued by Cambridge University Press, 2009; ISBN 978-1-108-00066-6)
- Prout, William (1816). "Correction of a Mistake in the Essay on the Relation between the Specific Gravities of Bodies in their Gaseous State and the Weights of their Atoms". Annals of Philosophy. 7: 111–113.
- Prout, William (1849). On the Nature and Treatment of Stomach and Urinary Diseases (3 ed.). London: John Churchill.
- Prout, William (1815). "On the Relation between the Specific Gravities of Bodies in their Gaseous State and the Weights of their Atoms". Annals of Philosophy. 6: 321–330.

## Vyznamenání a ocenění
- Člen Královské společnosti (1819)
- Copleyho medaile (1827)

## Další literatura
- Ahrens, Richard (1 January 1977). "William Prout (1785–1850) A Biographical Sketch". The Journal of Nutrition. 107 (1): 15–23. PMID 319206. Retrieved 6 March 2008.
- Benfey, O. Theodore (1952). "Prout's Hypothesis". Journal of Chemical Education. 29 (2): 78–81. doi:10.1021/ed029p78.
- Brock, W. H. (1963). "Prout's Chemical Bridgewater Treatise". Journal of Chemical Education. 40 (12): 652–655. doi:10.1021/ed040p652.
- Brock, W. H. (1 April 1965). "The Life and Work of William Prout". Medical History. 9 (2): 101–126. doi:10.1017/s0025727300030386. PMC 1033468. PMID 14309114.
- Brock, W. H. (1985). From Protyle to Proton. Bristol, England: Adam Hilger Ltd. ISBN 0-85274-801-9.
- Copeman, W. S. C. (1970). "William Prout, M.D., F.R.S. Physician and Chemist (1785–1850)". Notes and Records of the Royal Society of London. 24 (2): 273–280. doi:10.1098/rsnr.1970.0019. JSTOR 531294. PMID 11609781.
- Gladstone, Samuel (1947). "William Prout (1785–1850)". Journal of Chemical Education. 24 (10): 478–481. doi:10.1021/ed024p478.
- Rosenfeld, Louis (2003). "William Prout: Early 19th Century Physician-Chemist". Clinical Chemistry. 49 (4): 699–705. doi:10.1373/49.4.699. PMID 12651838.
- Siegfried, Robert (1956). "The Chemical Basis for Prout's Hypothesis". Journal of Chemical Education. 33 (6): 263–266. doi:10.1021/ed033p263.
- The Semiempirical Formula for Atomic Masses Archivováno 2. 12. 2020 na Wayback Machine.
- This article incorporates text from a publication now in the public domain: Chisholm, Hugh, ed. (1911). "Prout, William". Encyclopædia Britannica. 22 (11th ed.). Cambridge University Press. p. 491.